# Juego del ciempiés
El Juego del Ciempiés es un experimento que se fundamenta en una competición entre dos contrincantes, estudiada por la Teoría de juegos introducida en 1981 por primera vez por Robert Rosental y que sirve para ejemplificar juegos de información perfecta que no pueden ser representados por una Matriz de pagos pero sí en Forma extensiva. Así como la excepción entre la representación del resultado teórico y del resultado empírico.
El énfasis lo da la capacidad de cooperación y nuestra capacidad para representar las necesidades personales sobre las del contrincante.

## Las reglas del juego
- Dos jugadores
- Dos montones de monedas, primer montón tiene 2 monedas, el segundo montón tiene 0
- Por turno cada jugador debe elegir entre:

1.- Quedarse con el montón más grande y dar el más pequeño al contrario.
2.- Pasar ambos montones al contrario.
- Cada vez que un jugador elige la opción 2, los montones crecen 1 moneda
- Si el juego llega a los 100 turnos y ninguno de los jugadores elige la opción 1, el juego termina y nadie gana nada.

## La Razón del Nombre

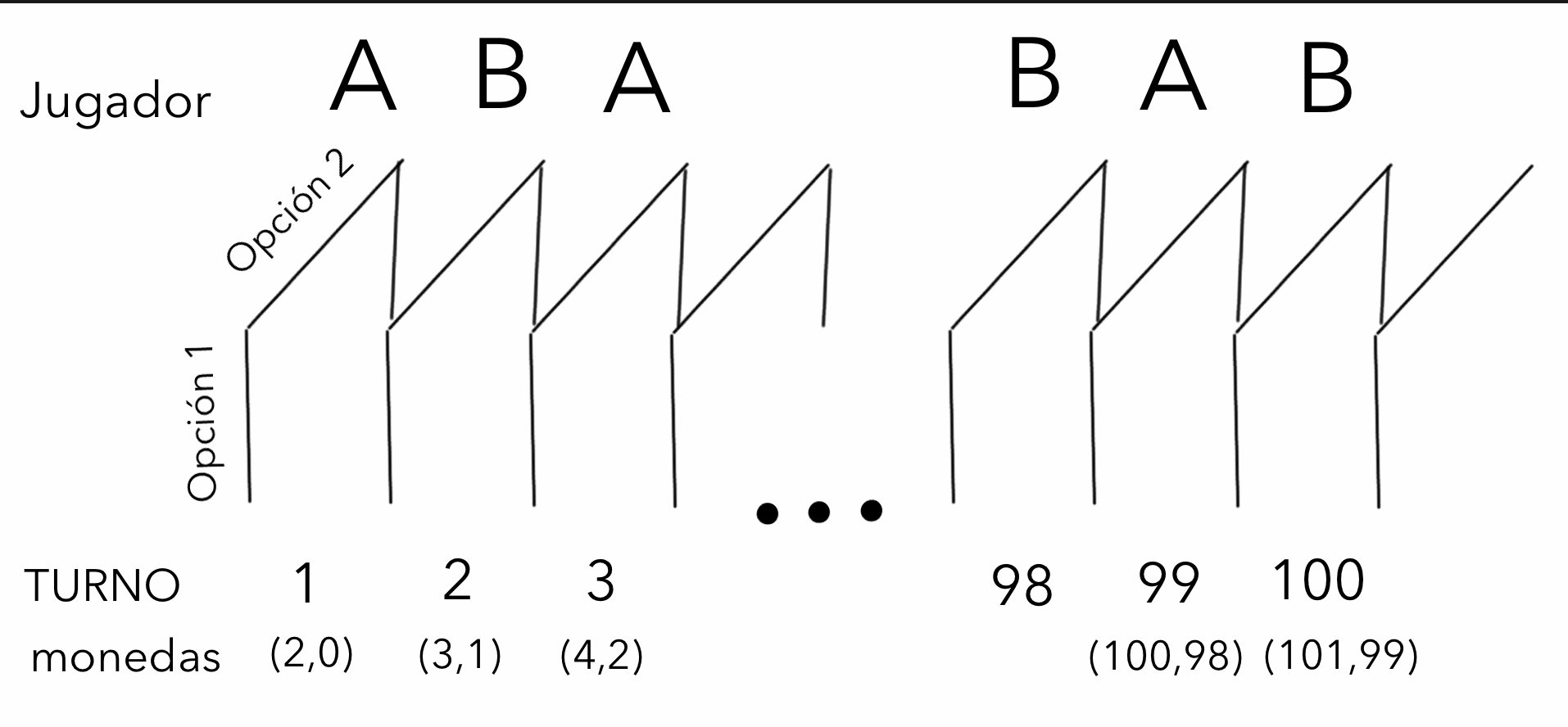
Gráfico Extensivo dibujado horizontalmente

Debido a que la representación de cada decisión en la alternancia de turnos del juego no puede ser representada como una matriz de pagos, lo usual es que cada decisión del juego sea representada en la forma extensiva o forma de árbol.
Entonces el árbol resultante será de la máxima longitud de 100 turnos, lo cual será representado por 100 ramas, quedando la rama de la opción 1 siempre truncada. Al dibujar este esquema, en forma horizontal, se verá como un ciempiés con cien patas.

## ¿Porqué es relevante el juego del ciempiés?
En el resultado teórico, la mejor decisión es que el primer jugador elija la opción 1 y tenga una ganancia de 2, contra la ganancia de 0 de su oponente.

En el resultado empírico esto nunca sucede, los jugadores eligen la opción 2, hasta el límite de los 100 turnos y finalizan el juego en los últimos turnos considerando que su ganancia será de 101 y 99 monedas para cada jugador.

Esto representa un caso sujeto de mayor estudio, pues si los recursos del juego son patrocinados por un tercero entonces ambos jugadores ganarán siempre que decidan trabajar en equipo hasta el límite de sus turnos, sin embargo si los recursos del juego son patrocinados por los mismos jugadores, entonces su ganancia no tiene diferencia en cuanto a la toma de decisión de todos los turnos, esto es: 2 monedas para el ganador, 0 monedas para el contrincante. Sin embargo, desde la perspectiva de los jugadores esto no representa diferencia alguna.

Se han buscado explicaciones para determinar las razones de esta diferenciación entre el resultado teórico y el resultado empírico. Considerando la posibilidad de que el experimento esté mal diseñado, o bien que la frontera del experimento tenga premisas falsas.

Aunque debemos considerar que uno de los aspectos más difíciles de tratar en la aplicación de esta clase de Metodología donde converge la Investigación Social es "la construcción del Objeto". Este trabajo parte de un conjunto de reflexiones que hemos hecho en torno a diferentes formas de enfrentar el tema: 
1. ¿Cuál es el objetivo pedagógico de una formación metodológica?;
2. ¿De donde surge el objeto de estudio?;
3. ¿Qué es un objeto de estudio?;
4. ¿Cómo se delimita el objeto a construir?;
5. ¿Qué rol cumple el Objeto en el proceso investigativo?; y
6. ¿Qué es el Objeto construido?.

El juego del Ciempiés es relevante porque nos permite demostrar que nuestro modelado de la realidad (teórica) puede cumplir el escrutinio matemático, pero la realidad (empírica) representa otros objetos y conclusiones de estudio.
En un sentido más purista, es un buen método para demostrar la dinámica social derivada de lo simple de las reglas y lo poco complejas que son las decisiones. Al final gana este juego quien está dispuesto a cooperar con el adversario.
- Datos: Q1463264